# Karl Johannes Neumann
Karl Johannes Neumann (* 9. September 1857 in Glogau bei Posen; † 12. Oktober 1917 in München) war ein deutscher Althistoriker.

## Leben
Karl Johannes Neumann besuchte von Herbst 1866 bis Ostern 1875 das Gymnasium in Friedrich-Wilhelms-Gymnasium Krotoschin, wo ihn der Rektor August Gladisch anregte, Klassische Philologie zu studieren. Nach der Reifeprüfung studierte Neumann zunächst sechs Semester an der Universität Leipzig, dann an der Universität Tübingen. An diesen Universitäten prägten ihn besonders der Kirchenhistoriker Adolf von Harnack und der Althistoriker Alfred von Gutschmid, die Neumann von der Klassischen Philologie zur Alten Geschichte führten. Er wurde Mitglied und später Alter Herr des Klassisch-Philologischen Vereins Leipzig im Naumburger Kartellverband. 1880 wurde Neumann in Leipzig zum Dr. phil. promoviert. In seiner Dissertation über die Schriften Kaiser Julians gegen das Christentum verband er philologische und historische Forschung.
Bereits seit 1879 arbeitete Neumann als Bibliotheksangestellter an der Universitätsbibliothek Halle. Er habilitierte sich 1881 an der Friedrichs-Universität Halle für Alte Geschichte und wurde zum Privatdozenten ernannt.
1884 wurde Neumann auf ein Extraordinariat für Alte Geschichte an die Kaiser-Wilhelms-Universität Straßburg berufen. 1890 wurde er zum o. Professor und Direktor des Instituts für Altertumswissenschaft ernannt. In den akademischen Jahren 1891/92 und 1909/10 wurde er zum Rektor der Universität gewählt. Bei seinem zweiten Rektorat hielt er eine Rede über Entwicklung und Aufgaben der Alten Geschichte, die den Anfang der Wissenschaftsgeschichte der Alten Geschichte markiert. Seit 1897 war er Mitglied der Akademie gemeinnütziger Wissenschaften zu Erfurt. Er war Mitarbeiter von Paulys Realencyclopädie der classischen Altertumswissenschaft.

## Schriften (Auswahl)
- Der römische Staat und die allgemeine Kirche bis auf Diocletian. 2 Bände, Veit, Leipzig 1890.
- Hippolytus von Rom in seiner Stellung zu Staat und Welt. Neue Funde und Forschungen zur Geschichte von Staat und Kirche in der römischen Kaiserzeit. Veit, Leipzig 1902.